# Granica duńsko-niemiecka

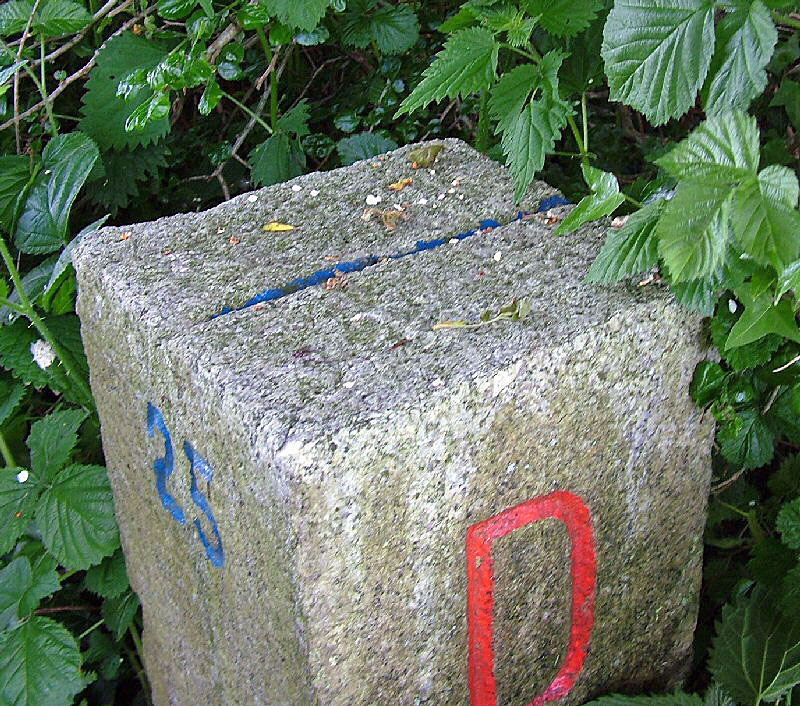
Kamień graniczny

Granica duńsko-niemiecka – granica międzypaństwowa, istniejąca od 1870 roku, ciągnąca się na długości 68 km w poprzek półwyspu Jutlandzkiego, od Morza Północnego do Bałtyku, na północ od Flensburga.
Granica pomiędzy Danią i Niemcami powstała w 1870 roku, po zjednoczeniu Niemiec, przebiegała wówczas kilkadziesiąt kilometrów na północ od obecnej granicy. W maju 1920 roku, po plebiscycie nakazanym w traktacie wersalskim, został ustalony jej obecny przebieg.